# Gloanna
Gloanna é um gênero de traça pertencente à família Arctiidae.